# ICD-10 챕터 III: 혈액과 조혈 기관의 질병 및 면역 체계 관련 특정 장애
ICD-10목록의 3번째 챕터이다. D50~D89까지를 포괄하며, 혈액과 조혈 기관의 질병 및 면역체계 관련 특정장애(Diseases of the blood and blood-forming organs and certain disorders involving the immune mechanism)에 관한 것이다.

## 상위 항목
- ICD-10